# Струнен квартет № 15 (Дмитрий Шостакович)
Струнен квартет № 15 в ми бемол минор (опус 144) е последният струнен квартет на руския композитор Дмитрий Шостакович.
Написан е през 1974 година и включва шест части в темпо адажио, изпълнявани без пауза между тях. Представен е за пръв път на 15 ноември 1974 година в Ленинград в изпълнение на Квартет „Танеев“.